# Championnat d'Irlande du Nord féminin de football 2016
Navigation
Édition précédente Édition suivante
La saison 2016 du Championnat d'Irlande du Nord de football féminin Women's Premier League  est la treizième saison du championnat. Newry City Ladies vainqueur de l’édition précédente remet son titre en jeu.
Le Linfield Ladies remporte pour la première fois le championnat.

## Clubs participants
| \| Belfast: · Glentoran · Crusaders · Linfield · Cliftonville Mid-Ulster Ladies Newry City Ladies Derry City FC Sion Swifts Ladies \| Localisation des clubs engagés dans le championnat. |
| Belfast: · Glentoran · Crusaders · Linfield · Cliftonville Mid-Ulster Ladies Newry City Ladies Derry City FC Sion Swifts Ladies                                                           |

Ce tableau présente les huit équipes qualifiées pour disputer le championnat. 
| Club                                                  | Stade                                 | Capacité | Ville       |
| ----------------------------------------------------- | ------------------------------------- | -------- | ----------- |
| Cliftonville Ladies Football Club                     | -                                     | -        | Belfast     |
| Crusaders Newtownabbey Strikers Women’s Football Club | Seaview                               | 3 383    | Belfast     |
| Derry City Football Club                              | Prehen Playing Fields                 | -        | Londonderry |
| Newry City Ladies Football Club                       | -                                     | -        | Newry       |
| Glentoran Belfast United                              | Billy Neill Playing Field (Terrain 2) | -        | Belfast     |
| Linfield Ladies                                       | Billy Neill Playing Field (Terrain 1) | -        | Belfast     |
| Mid Ulster Ladies Football Club                       | Mid Ulster Sports Arena               | -        | Cookstown   |
| Sion Swifts Ladies And Girls Football Club            | -                                     | -        | Belfast     |

## Classement
| Rang | Équipe                          | Pts | J  | G  | N | P  | Bp | Bc | Diff |
| ---- | ------------------------------- | --- | -- | -- | - | -- | -- | -- | ---- |
| 1    | Linfield Ladies                 | 37  | 14 | 12 | 1 | 1  | 58 | 7  | +51  |
| 2    | Cliftonville Ladies             | 26  | 14 | 7  | 5 | 2  | 37 | 19 | +18  |
| 3    | Newry City Ladies T             | 23  | 14 | 6  | 5 | 3  | 36 | 30 | +6   |
| 4    | Crusaders Newtownabbey Strikers | 19  | 14 | 5  | 4 | 5  | 28 | 27 | +1   |
| 5    | Glentoran Belfast United        | 19  | 14 | 5  | 4 | 5  | 28 | 31 | -3   |
| 6    | Sion Swifts                     | 14  | 14 | 4  | 2 | 8  | 20 | 34 | -14  |
| 7    | Mid-Ulster Ladies               | 13  | 14 | 4  | 1 | 9  | 19 | 34 | -15  |
| 8    | Derry City FC P                 | 5   | 14 | 1  | 2 | 11 | 11 | 53 | -42  |

## Résultats
| Résultats (▼dom., ►ext.)                                   | CFT | CRU | DER | GBU | LIN | MUL | NCL | SIS |
| Cliftonville Ladies                                        |     | 1-1 | 5-0 | 2-2 | 0-2 | 2-0 | 2-2 | 4-0 |
| Crusaders Newtownabbey Strikers                            | 2-2 |     | 4-1 | 1-1 | 1-3 | 1-2 | 2-3 | 4-1 |
| Derry City FC                                              | 0-5 | 0-1 |     | 2-4 | 0-4 | 2-2 | 1-1 | 1-0 |
| Glentoran Belfast United                                   | 1-3 | 4-2 | 3-1 |     | 1-0 | 0-1 | 6-3 | 2-2 |
| Linfield Ladies                                            | 4-0 | 4-0 | 9-0 | 6-0 |     | 3-1 | 7-1 | 4-1 |
| Mid-Ulster Ladies                                          | 1-2 | 2-4 | 4-2 | 2-1 | 0-4 |     | 0-4 | 2-5 |
| Newry City Ladies                                          | 3-3 | 3-3 | 6-1 | 5-2 | 0-0 | 3-2 |     | 0-1 |
| Sion Swifts                                                | 1-4 | 0-2 | 5-0 | 1-1 | 2-8 | 1-0 | 0-2 |     |
| - Victoire à domicile - Match nul - Victoire à l'extérieur |     |     |     |     |     |     |     |     |

## Barrages de relégation/promotion
Les barrages opposent le club terminant à la septième place du Premiership, Mid-Ulster Ladies, à celui ayant terminé deuxième du Championship, Lisburn ladies.
| Match aller | Mid-Ulster Ladies                                     | 4-0   | Lisburn Ladies Football Club |  |  |
| 7 septembre | Connolly 13e · Stewart 80e · McCarron 83e · Kelly 88e | (1-0) |                              |  |  |

| Match retour | Lisburn Ladies Football Club | 2-2 | Mid-Ulster Ladies |  |  |
|              |                              |     |                   |  |  |

Au terme des matchs aller-retour, Mid-Ulster s'impose et se maintient de fait dans l'élite nord-irlandaise pour la saison 2017.

## Bilan de la saison
| Championnat d'Irlande du Nord féminin de football 2016        |                                  |
| Champion                                                      | Linfield Ladies (1er titre)      |
| Coupes et trophées                                            |                                  |
| Vainqueur de la Coupe d'Irlande du Nord 2016                  | Linfield Ladies                  |
| Qualifications continentales                                  |                                  |
| Ligue des champions féminine de l'UEFA 2017-2018              | Linfield Ladies                  |
| Promotions et relégations                                     |                                  |
| Promus en Championnat d'Irlande du Nord féminin de football   | Ballymena Allstars Football Club |
| Relégués en Championnat d'Irlande du Nord féminin de football | Derry City                       |